# شوابمونشن
شهر شوابمونشن (به آلمانی: Schwabmünchen) در ایالت بایرن در کشور آلمان واقع شده‌است.